# 13094 Shinshuueda
13094 Shinshuueda eller 1992 UK8 är en asteroid i huvudbältet som upptäcktes den 19 oktober 1992 av de båda japanska astronomerna Kazuro Watanabe och Kin Endate vid Kitami-observatoriet. Den är uppkallad efter den japanska staden Ueda.